# BK CSKA Kiev
Basketbolnyj kloeb Tsentralny Sportivny Kloeb Armii Київ (Oekraïens: баскетбольный клуб Центральний спортивний клуб армії Київ) was een Oekraïense professionele basketbalclub uit Kiev. De club speelde zijn thuiswedstrijden in het Meridian Sports Complex voor 1.500 toeschouwers.

## Geschiedenis
De club werd opgericht in 1946 als DKA Kiev en nam deel aan het Sovjet-kampioenschap basketbal. In 1968 eindigde SKA als tweede in de competitie. Het zou de hoogste klassering van SKA in de competitie zijn. In 1972 eindigde SKA als derde in de competitie. Toen de Sovjet-Unie uit elkaar viel, was de club gevestigd in de hoofdstad van Oekraïne en veranderde haar naam in CSK Kiev. In 1996 veranderde de naam in CSKA Kiev. In 1993 en 1999 eindigde CSKA nog als tweede om het kampioenschap van Oekraïne. CSKA werd twee keer winnaar van de Beker van Oekraïne, in 1997 en 1999. In 2001 veranderde de naam in VPPO Kiev (afkorting voor de Oekraïense luchtmacht) en ging de club verder spelen in lagere divisies. In 2005 werd de club opgeheven.

## Erelijst
- Landskampioen Sovjet-Unie:
  - Tweede: 1968
  - Derde: 1972

- Landskampioen Oekraïense SSR: 4
  - Winnaar: 1951, 1953, 1954, 1957
  - Tweede: 1955
  - Derde: 1956

- Landskampioen Oekraïne:
  - Tweede: 1993, 1999
  - Derde: 2000

- Bekerwinnaar Oekraïne: 2
  - Winnaar: 1997, 1999

## Verschillende namen
- DKA Kiev: 1946-1948
- DO Kiev: 1949-1952
- ODO Kiev: 1953-1956
- SKVO Kiev: 1957-1959
- SKA Kiev: 1960-1993
- CSK Gazda: 1993
- CSK VSU Kiev: 1993-1994
- CSK Mercury Kiev: 1994-1995
- CSK VSU Kiev: 1995-1996
- CSKA Itera Kiev: 1996
- CSKA Riko Kiev: 1997-1999
- CSKA Ukrtatnafta Kiev: 1999-2001
- VPPO Kiev: 2001-2005

## Bekende (oud-)spelers
- - Oleksandr Belostenny
- - Viktor Berezjnyj
- - Hennadij Chechuro
- -- Zoerab Chromajev
- - Valerij Hoborov
- - Anatolij Kovtoen
- - Ihor Pintsjoek
- - Oleksandr Salnikov
- - Mykola Soesjak
- - Vladimir Arzamaskov
- - Andrej Kornev
- - Roedolf Nesterov
- - Viktor Pankrasjkin
- - Ivan Edesjko

## Bekende (oud-)coaches
- -- Zoerab Chromajev
- - Serhij Kovalenko
- Andrij Podkovyrov